# Torture Memos
I Torture Memos (memorandum sulle pratiche di tortura), anche noti come Memorandum Bybee o Parere sugli interrogatori 8 gennaio 2002, sono una serie di memorandum redatti nel 2002, durante la presidenza di George W. Bush.
La stesura avvenne ad opera del vice-Assistente del Procuratore generale degli Stati Uniti d'America, John Yoo e sottoscritti dall'Assistente Procuratore Generale a capo dell'Office of Legal Counsel (la divisione del Dipartimento di Giustizia che assiste il Procuratore generale nella sua funzione di consulente legale del Presidente), Jay Bybee.

## I memorandum
I "torture memos" comprendono tre documenti intitolati:
- "Standards of Conduct for Interrogation under 18 U.S.C. sections 2340-2340A" (Procedure di comportamento per gli interrogatori sulla base delle sezioni 2340-2340A del Codice penale federale);
- "Interrogation of al Qaeda" (interrogatori di al-Qāʿida) entrambi redatti da Jay Bybee e una lettera priva di titolo inviata da John Yoo al Procuratore generale Alberto Gonzales.

## Contenuto
In questi rapporti si suggeriva alla CIA, al Dipartimento della Difesa ed al Presidente l'utilizzo di sofferenze fisiche e mentali e coercizioni come la privazione del sonno, la immobilizzazione in "posizioni stressanti" e il waterboarding e si sosteneva che questi atti, pur se generalmente considerati come tortura, potevano essere considerati legalmente legittimi, sulla base di una interpretazione estensiva dei poteri presidenziali, giustificata dallo stato di "guerra al terrorismo".
Questi memorandum sono stati al centro di notevoli controversie e sono stati ripudiati dal Presidente Barack Obama all'inizio del 2009.